# Arorathrips spiniceps
Arorathrips spiniceps är en insektsart som först beskrevs av Ian A. Hood 1915.  Arorathrips spiniceps ingår i släktet Arorathrips och familjen smaltripsar. Inga underarter finns listade i Catalogue of Life.